# 程予希
程予希（1988年6月16日—），台灣女演員，新北中和人，曾為樂團CastAway的貝斯手，於2013年因發展演藝事業暫時退團。2022年10月22日，奪下第57屆金鐘獎迷你劇集／電視電影女配角獎。

## 影視作品

### 電視劇
| 年份   | 劇名                      | 角色            | 導演                   | 首播                          |
| 2010年 | 《那年，雨不停國》        | 安琪            | 陳慧翎                 | 公視                          |
| 2013年 | 《原來是美男》            | 高美男/高美女   | 吳建新                 | 民視、八大綜合台              |
| 2014年 | 《GTO TAIWAN》            | 曉玫            | 今井和久               | 八大綜合台                    |
| 2014年 | 《惡作劇之吻2冲绳特别篇》 | 高美男          | 小中和哉               | 富士电视台(日本)              |
| 2014年 | 《終極惡女》              | 小颺            | 翁靖廷                 | 八大綜合台                    |
| 2014年 | 《22K夢想高飛》           | 田洺湘（米香）  | 许佩珊                 | 三立都會台、東森綜合台        |
| 2016年 | 《終極遊俠》              | 劇霜(九師叔)    | 徐輔軍                 | 芒果TV、八大綜合台、愛奇藝    |
| 2016年 | 《High 5 制霸青春》       | 黃雅倫          | 林子平                 | 八大綜合台、愛奇藝            |
| 2017年 | 《我的未来男友》          | 吴潔恩          | 馬毓廷                 | Vidol、三立都會台、東森綜合台 |
| 2018年 | 《台灣往事》              | 孟蕓華          | 崔亮                   | 浙江卫视                      |
| 2019年 | 《最佳利益》              | 何佳佳          | 林立書                 | 華視、中天娛樂台              |
| 2019年 | 《如果愛，重來》          | 美女律師        | 林子平                 | 台視                          |
| 2020年 | 《黑喵知情》              | 小林            | 陳保中、包祥麟         | Line TV、民視                 |
| 2020年 | 《我的青春沒在怕》        | 李美琪（Maggie) | 馬進達                 | 三立都會台                    |
| 2020年 | 《天巡者》                | 姚慕青          | 張晉榮、陳戎暉         | 三立都會台                    |
| 2022年 | 《決勝的揮拍》            | 薛儷            | 郝心翔                 | 民視                          |
| 2023年 | 《最佳利益2－決戰利益》   | 何佳佳          | 林立書、鄒奕笙         | 公視、八大戲劇台              |
| 2023年 | 《最佳利益3－最終利益》   | 何佳佳          | 林立書、鄒奕笙         | 公視、八大戲劇台              |
| 2023年 | 《地獄里長》              | 劉玲玲          | 瞿友寧、洪子烜、李青蓉 | 公視、三立都會台              |
| 2023年 | 《百萬人推理》            | 巴巴女巫        | 蘇文聖                 | Netflix                       |
| 2024年 | 《華麗計程車行》          | 魏欣怡          | 莊景燊                 | 華視、LINE TV                 |
| 2026年 | 《有愛我們床上談》        |                 | 許富翔                 | TVBS歡樂台                    |

### 迷你劇集
| 年份   | 劇名                        | 角色          | 導演           | 首播                        |
| 2016年 | 《滾石愛情故事-挪威的森林》 | 丘可心/丘如茵 | 吳建新         | 公共電視                    |
| 2020年 | 《追兇500天》               | 王凱蒂（Ｋ）  | 蔡怡芬         | myVideo                     |
| 2021年 | 《第一次遇見花香的那刻》    | 鍾亭亭        | 鄧依涵         | GagaOOLala                  |
| 2024年 | 《妮波自由式》              | Joanna        | 許介亭         | Hami Video、MyVideo、friDay |
| 2025年 | 《第一次遇見花香的那刻2》   | 鍾亭亭        | 王逸鈴         | Netflix、GagaOOLala         |
| 2025年 | 《如果我不曾見過太陽》      |               | 蔣繼正、簡奇峰 |                             |

### 電視電影
| 年份   | 劇名                       | 角色     | 導演   | 首播     |
| 2019年 | 《盲人阿清》               | 熊谷美雪 | 薛朝輝 | 公共電視 |
| 2022年 | 《公視人生劇展－狗仔杜賓》 | 江翊珊   | 李彥旻 | 公共電視 |

### 電影
| 年份   | 劇名                         | 角色         | 導演         |
| 2015年 | 《5月一号》                  | 白白、小王蕾 | 周格泰       |
| 2016年 | 《我的蛋男情人》             | 蛋妹         | 傅天余       |
| 2016年 | 《爱的蟹逅》                 | 陈怡嘉       | 崔轶         |
| 2018年 | 《鋼琴課》(短片)             | 女子         | 楊貽茜       |
| 2020年 | 《可不可以，你也剛好喜歡我》 | 阿余,SUSHI   | 簡學彬       |
| 2025年 | 《夏日最後的祕密》           | 蘇明儀       | 邱晧洲       |
| 未定   | 《一瞬之光》                 | 小晏         | Jackie C.Lin |

### Podcast
- 閨屬感－與林思宇共同主持

### 網路短片
- 愛上雅虎
- 第36杯咖啡
- mio - 我的方向
- sym - 白色情人
- 我愛你 in TOKYO
- 重繪蔚藍 Ocean Revive (由程予希旁白)

### MV
- io樂團 - 真實
- F.I.R - find my way
- 林凡 - 重傷
- 何韻詩 - 青蔥
- 何韻詩 - 青空
- 林利豪 - 想你了
- 田亞霍 - 不要再見面
- Hush - 怎麼開始的
- 阿杜 - 被忘路
- 韋禮安 - 記得回來
- 蔣卓嘉-看不見的傷最痛
- AP潘宇謙 - 在你身邊
- 持修 - 心碎

## 畫展
第一次畫展《34的ㄅㄅ》即為個展，於2022/11/11-11/21在「鬧空間 NOW space」舉辦，程予希並親自錄製語音導覽，希望前來觀賞的人透過視覺聽覺，感受每ㄧ幅畫創作背後的故事。此次展覽是從以往作品中精選出二十六幅作品，展覽收入也將部分捐助公益單位「社團法人青年共創發展協會」，鼓勵年輕人勇敢追夢。
第二次個人藝術展《Mirror Mirror》分為台北站與台中站，台北站先於2024/10/25-11/08在「勇敢的空間Yukanna Space」舉辦，此次展覽理念是藝術家面對多重身分扮演下的自我對話歷程，把自己視為第二生命的繪畫作為媒介，剝離身兼演視身分的各種角色演繹，回歸創作中最純粹與真誠的自我互動。《Mirror Mirror》台中站原訂於2025/01/06-03/31期間在台中新光三越7F「DECO GALLERY設計藝廊」舉辦，相較於台北站，台中站另外增加四幅新的創作，但因新光三越於2025/02/13發生氣爆而封館，因此展覽被迫提前結束，所有畫作未受影響。
第三次個人藝術展為配合其著作《restArt 自我對畫：給所有大人心裡的小孩》於2025年6月14日舉行之新書分享會所策劃，屬於快閃性質，展期為2025/06/11-06/15，地點為台北市大同區赤峰街71巷3號。此次展覽作品除使用壓克力顏料的創作外，另外增加以粉彩為媒材的作品，展現其在材質運用上的多樣化探索。

## 出版作品
- 2025年 《restArt 自我對畫：給所有大人心裡的小孩》(時報出版)

## 獎項紀錄
| 年份   | 頒獎典禮     | 獎項                       | 影片                     | 角色   | 結果 |
| ------ | ------------ | -------------------------- | ------------------------ | ------ | ---- |
| 2022年 | 第57屆金鐘獎 | 迷你劇集／電視電影女配角獎 | 《第一次遇見花香的那刻》 | 鍾亭亭 | 獲獎 |

## 外部連結
- 程予希的Facebook專頁
- 程予希的新浪微博
- 程予希的Instagram帳戶
- 程予希在網路電影資料庫（IMDb）的簡介
- 程予希在豆瓣上的资料（简体中文）